# Joseph Philippovich von Philippsberg
Joseph Freiherr Philippovich von Philippsberg (kroatisch Josip barun Filipović Filipsberški; * 28. April 1818 in Gospić; † 6. August 1889 in Prag) war ein kroatisch-österreichischer Adliger und Feldzeugmeister.

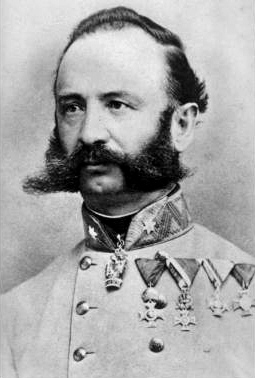
Joseph Philippovich

## Leben
Philippovichs Großvater Elias Filipović (Philippovich) wurde am 5. Juli 1781 in den erbländischen Adelstand mit dem Prädikat von Philippsberg erhoben. Im Jahr 1836 trat Joseph Philippovich von Philippsberg in den militärischen Dienst ein, absolvierte eine Ausbildung an der Pionierkorpsschule in Tulln und wurde 1839 Leutnant. Er leitete den Bau des k.u.k. Militärgeographisches Instituts in Wien und beschäftigte sich anschließend mit Kartografierungen. 1848 diente er als Major im Warasdiner Grenzregiment. Er zeichnete sich unter Joseph Jelačić von Bužim bei der Niederschlagung der ungarischen Revolution aus und wurde 1857 Oberst und Kommandeur des 5. Grenzregiments. 1859 wurde er zum Generalmajor und Brigadekommandeur befördert.
Philippovich kämpfte 1859 im Verband des 8. Armeekorps (FML Benedek) in Italien und wurde 1860 in den erblichen Freiherrenstand erhoben. Am Feldzug in Böhmen 1866 nahm er als Adjutant des Grafen Karl von Thun und Hohenstein teil, der damals Kommandierender General des II. Armeekorps war.
Philippovich kam dann als Feldmarschallleutnant und Divisionskommandant nach Wien. Später wurde er Landeskommandierender von Tirol und Vorarlberg, wo er in Innsbruck residierte. 1872 wurde er nach Brünn versetzt und im Januar 1874 zum Feldzeugmeister befördert. Im Juni wurde er dann zum Landeskommandierenden von Böhmen ernannt.
Im Juli 1878 übernahm Philippovich Befehl über die zum Einmarsch nach Bosnien bestimmten Truppen und unterwarf diese Länder im Okkupationsfeldzug in Bosnien der österreichischen Herrschaft. Seine Truppen nahmen am 19. August Sarajevo ein, das danach zur Landeshauptstadt erhoben wurde.
Philippovich kehrte 1880 nach Wien und 1882 als Landeskommandierender von Böhmen nach Prag zurück. Im Dezember wurde er dort Kommandant des 8. Armeekorps der k.u.k. Armee.
In Sarajevo wurde das Philippovich-Lager nach ihm benannt, mit einer Fläche von rund 30 Hektar eine der größten Kasernen der k.u.k. Monarchie. Die überwiegend dreistöckigen Rohbauten der von den Architekten Karl Paržik und Ludwig Huber entworfenen Anlage wurden 1897 fertiggestellt. 1901 wurde die Kaserne ihrer Bestimmung übergeben. Im Philippovich-Lager waren in erster Linie Truppen der Infanterie, Artillerie und Logistik untergebracht, es befand sich am Westende von Sarajevo zwischen Marijin Dvor und Pofalići südlich des Hauptbahnhofs.

Wappen der Freiherren Philippovich von Philipsberg

Joseph hatte einen zwei Jahre jüngeren Bruder, Franz Philippovich von Philippsberg (1820–1903). Auch dieser ergriff die militärische Laufbahn und brachte es ebenfalls zum Feldzeugmeister. Ihr Neffe 2. Grades (Sohn ihres Cousins Nikolaus) war der Nationalökonom Eugen Philippovich von Philippsberg.

## Museale Rezeption
Im Wiener Heeresgeschichtlichen Museum befindet sich im Saal V („Franz-Joseph-Saal“) eine Vitrine, in welcher Gegenstände aus dem persönlichen Besitz Philippovichs ausgestellt sind. Darüber hinaus sind auch Beutestücke aus dem Okkupationsfeldzug von 1878 zu sehen, die teils von Philippovich selbst, teils von anderen k.u.k. Offizieren von diesem Feldzug heimgebracht wurden. Es handelt sich dabei u. a. um eine Insurgentenfahne und orientalische Waffen.